# Leptodrymus pulcherrimus
Leptodrymus pulcherrimus là một loài rắn trong họ Rắn nước. Loài này được Cope mô tả khoa học đầu tiên năm 1874.